# Луна 1965А
Луна 1965А (също Луна Е-6 № 6) е седмият съветски опит за изстрелване на сонда към Луната, която да се превърне в първия меко кацнал на планетата апарат. Поради проблем с ракетата-носител сондата не излиза в орбита.

## Полет
Стартът е даден на 10 април 1965 г. от космодрума Байконур в Казахска ССР с ракета-носител „Молния“. По време на работата на третата степен един от тръбопроводите, подаващ окислител към двигателя се разхерметизира и така той спира да работи. Това не позволява на ракетата да се издигне на достатъчна височина и да излезе в орбита. Малко по-късно ракетата заедно с апарата се разбива на Земята.